# Narsil

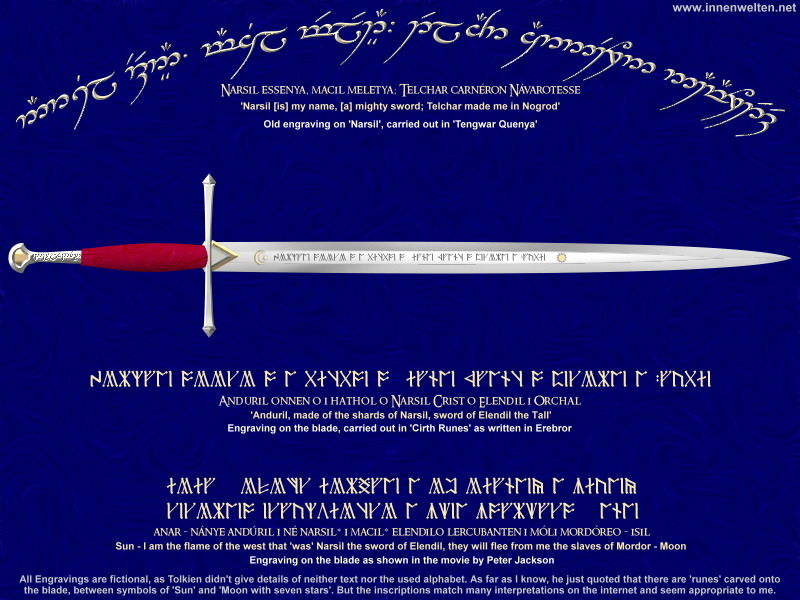
Het zwaard als Narsil en Andúril met verschillende inscripties

Narsil of Andúril is een zwaard uit de werken over de fictieve wereld Midden-aarde van schrijver J.R.R. Tolkien. Het staat bekend als "het zwaard dat gebroken was" en werd gedragen door Elendil en Aragorn.

## Narsil
Het werd gemaakt door Telchar in de dieptes van de dwergenmijnen in Nogrod in de Eerste Era van de wereld. Op het zwaard staan talloze Elfenrunen geschreven en het teken van de zon en de maan. Het werd gegeven aan een van de zonen van Fëanor, waarschijnlijk Celegorm. Na zijn dood kwam het in bezit van Maglor, die het aan Elros gaf. Narsil kon hierna alleen maar gehanteerd worden door het nageslacht van de koninklijke lijn uit Númenor.
In de slag op de vlakte van Dagorlad speelde het zwaard, samen met de speer Aeglos die werd gedragen door Gil-galad, een grote rol. In deze slag werd de kwade macht Sauron verslagen. Zowel Elendil als Gil-galad moesten hun confrontatie met Sauron echter met de dood bekopen. Sauron brak hierbij het zwaard Narsil. Isildur, de zoon van Elendil, pakte het gebroken zwaard, en kliefde de vinger met de Ene Ring van Saurons hand. Hiermee werd de macht van Sauron gebroken, en de ring ging over op Isildur.
Nadat Isildur werd gedood in de ramp bij de Irisvelden kwam het gebroken zwaard Narsil uiteindelijk terecht in Rivendel.

## Andúril
In Rivendel werd het uiteindelijk in 3019 opnieuw gesmeed tijdens de Oorlog om de Ring. Nadat het zwaard opnieuw gemaakt was, werd het Andúril genoemd, Sindarijns voor "De Vlam van het Westen". Het zwaard werd daarna vanaf zijn vertrek uit Rivendel gedragen door Aragorn, de erfgenaam van Isildur, die deel uitmaakte van het Reisgenootschap van de Ring. Aragorn vocht met dit zwaard tegen de legers van Sauron en het zwaard boezemde vrees in, want het licht scheen feller dan ooit, alsof het de dag van gisteren was dat Telchar zijn meesterwerk had volbracht. Ook Sauron, die het zwaard herkende, was vol van angst. Doordat Sauron zich daarna te veel richtte op Aragorn en zijn zwaard werd hij op het verkeerde spoor gezet en kon de Ring uiteindelijk door Frodo vernietigd worden.
Op Anduril staat een inscriptie, die luidt als volgt:
Zon
Ik ben Anduril, die eerst Narsil was, zwaard van Elendil.
De slaven van Mordor zullen van mij vluchten.
Maan

### Lied
Er is een lied over geschreven:
niet alles schittert wat goud is,
niet ieder die zwerft is teloor;
wat sterk is verkwijnt niet als 't oud is,
vorst dringt niet tot wortels diep door.
uit de as zal een nieuw vuur ontvlammen,
uit de schaduwen ontspringt een schijn;
vernieuwd wordt het zwaard, het verlamde,
de kroonloze zal weer koning zijn.
Dit slaat natuurlijk op Anduril maar ook op Aragorn, hij was eerst een doler en werd daarna koning van Gondor.

## Veranderingen in de film
In de door Peter Jackson geregisseerde filmversie van The Lord of the Rings, is Narsil niet in twee maar in meerdere stukken gebroken. Bovendien wordt het zwaard pas opnieuw gesmeed in de derde film, vlak voor de Slag van de Velden van Pelennor. In het boek draagt Aragorn de stukken van het zwaard bij zich als hij de hobbits ontmoet in Breeg, en neemt hij zelf de beslissing om het zwaard vlak voor zijn vertrek uit Rivendel opnieuw te laten smeden. Dit laatste is van belang omdat Aragorn hier bewust een stap neemt in de richting van zijn toekomstige koningschap. Hoewel de tekst op het zwaard onbekend is, heeft men in de film er de volgende tekst opgezet in runen: "Narsil is mijn naam, een machtig zwaard. Telchar heeft mij in Nogrod gemaakt.".

## Trivia
- Het thema van het gebroken zwaard dat weer heel werd gemaakt, is ontleend aan de opera Siegfried van Richard Wagner.